# Overberg
O município distrital de Overberg ("sobre o monte" em afrikaans) está subdividido nos seguintes municípios locais:
- Município de Theewaterskloof (WC031)
- Município de Overstrand (WC032)
- Município de Cape Agulhas (WC033)
- Município de Swellendam (WC034)
- Zona de gestão distrital de Overberg (WCDMA03), sem município

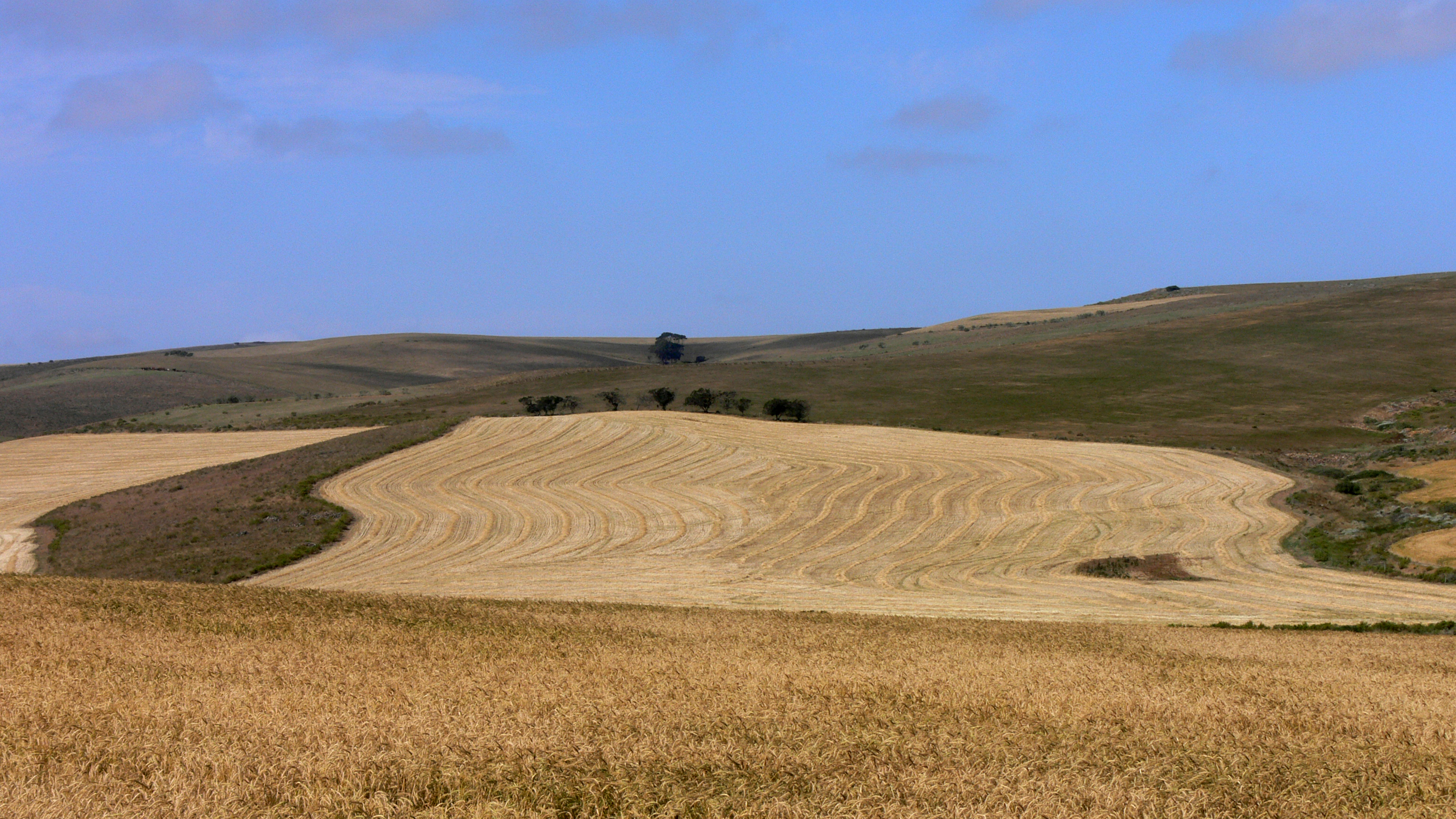
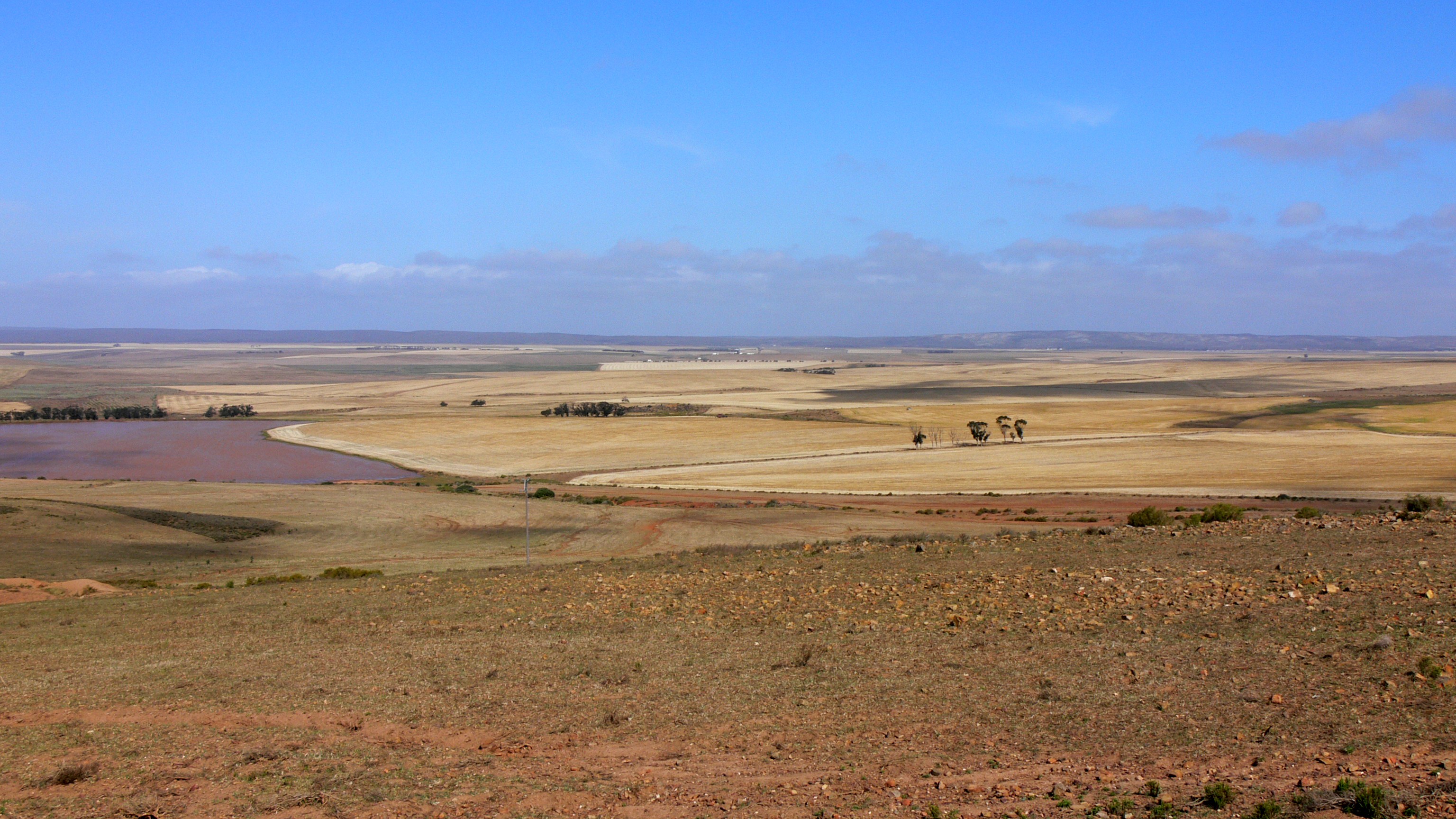
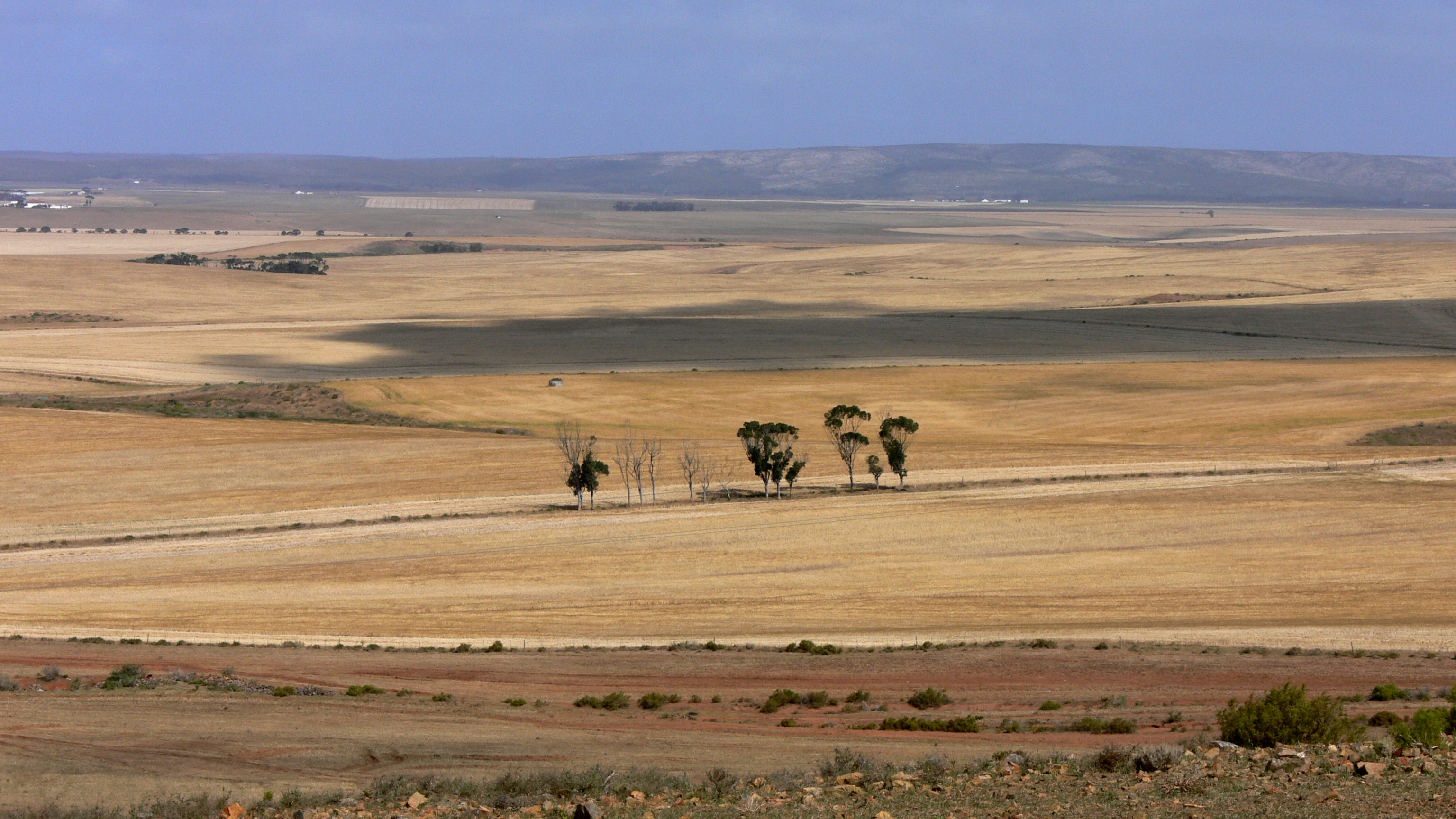
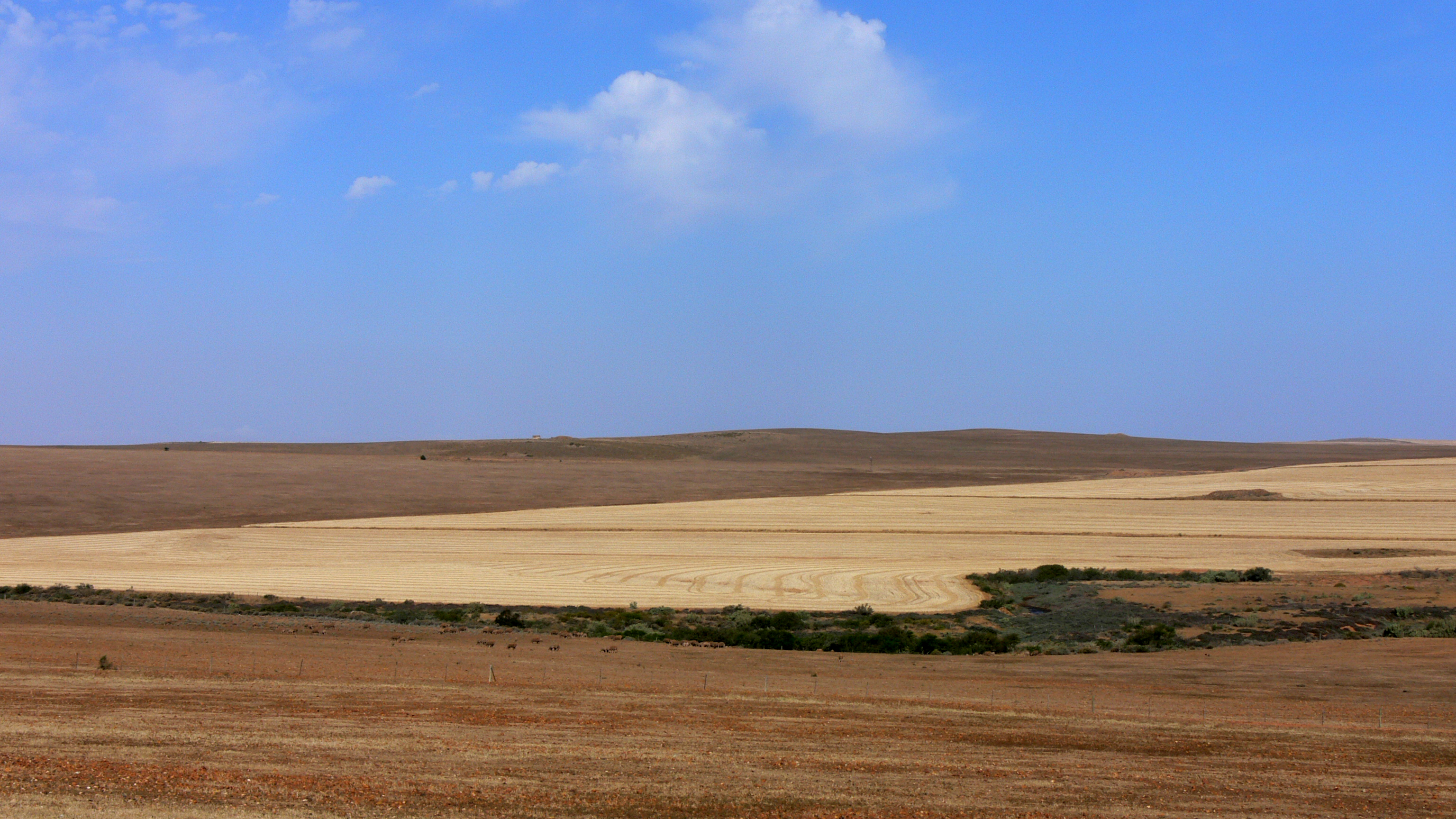

Overberg Imagem :